# Barkhudarli
Barkhudarli (en azéri : Barxudarlı) est un village d'Azerbaïdjan.

## Géographie
Administrativement situé dans le raion de Qazax, au nord-ouest du pays, Barkhudarli est, comme le village voisin de Sofolu, entièrement enclavé à l'intérieur de l'Arménie et est distant du reste de l'Azerbaïdjan de moins d'1 km (41° 00′ N, 45° 13′ E).

## Histoire
Barkhudarli, comme les autres enclaves azéries de Karki, Yukhari Askipara et Aşağı Əskipara, est contrôlé par l'Arménie entre 1989 et le 19 avril 2024, date à laquelle elles sont restituées à l'Azerbaïdjan.